# Kurt Rommel
Kurt Rommel (* 20. Dezember 1926 in Kirchheim unter Teck; † 5. März 2011 in Stuttgart-Bad Cannstatt) war ein Pfarrer der Evangelischen Landeskirche in Württemberg, Kirchenlieddichter und geistlicher Autor.

## Werdegang
Kurt Rommel amtierte als Gemeindepfarrer in Friedrichshafen am Bodensee und in Villingen-Schwenningen. Er war Jugendpfarrer in Stuttgart, wo er zahlreiche Neue Geistliche Lieder textete und komponierte. Er begründete im Februar 1962 die Form eines „Kinogottesdienst“, statt der Orgel spielte im Kino eine Band. Ab 1974 war Rommel theologischer Redakteur, später, bis 1992 war er Chefredakteur beim Evangelischen Gemeindeblatt für Württemberg. Neben zahlreichen Buchveröffentlichungen auch Autor einer Schallplattenreihe. Zuletzt lebte er in Weil der Stadt.

## Werke

### Musikalische Werke (Auswahl)
Rommel verfasste etwa 800 Lieder und 1000 Kanons. Sechs davon haben Eingang ins Evangelische Gesangbuch gefunden, acht sind im ehemaligen katholischen  Gotteslob (Ausgabe 1975) verzeichnet.
- Gib uns Frieden jeden Tag, 1963; EG 425. Erste Strophe und Melodie von Rüdeger Lüders[2] (in manchen Kinder- und Jugendgesangbüchern enthalten), Gesangbuch der Evangelisch-methodistischen Kirche 591
- Herr, gib mir Mut zum Brückenbauen, 1963; in den EG-Bayern-Thüringen 646, EG-West 669, EG-Bremen-Hannover-Oldenburg-Braunschweig-Schaumburg Lippe 612 mit einer Melodie von Paul Gerhard Walter (1978); EG-Württemberg 649, EG-Hessen 628 mit der ursprünglich favorisierten Melodie von Paul Bischoff aus dem Jahr 1965.[3]
- Singet, danket unserm Gott, 1963; EG-West 597; Gotteslob (1975) 277
- Herr, gib uns Mut zum Hören, 1963/1964; Gotteslob (1975) 521; Gotteslob (2013) 448; EG-Bayern-Thüringen 588; EG-West (Rheinland, Westfalen, Lippe-Detmold, Reformierte Kirche) 605; Gesangbuch der Evangelisch-methodistischen Kirche 321
- Bevor die Sonne sinkt, will ich den Tag bedenken, um 1964; Gesangbuch der Evangelisch-methodistischen Kirche 642
- Lass uns in deinem Namen, Herr, 1965; EG-West 658, EG-Bayern-Thüringen 634, EG-Hessen 614, EG-Nordelbien 577, Gotteslob 446, Gesangbuch der Evangelisch-methodistischen Kirche 573 und 2018 neu in Wo wir dich loben, wachsen neue Lieder – plus.[4]
- Wir wissen nicht, was kommt, 1965; Gesangbuch der Evangelisch-methodistischen Kirche 394
- Lass uns hören, Herr und Gott, Musik: Alfred Hans Zoller
- Du hast uns, Herr, gerufen, 1967; EG 168, Gesangbuch der Evangelisch-methodistischen Kirche 447
- Wenn wir jetzt weitergehen, dann sind wir nicht allein. 1967; Gotteslob (1975) 514, Gesangbuch der Evangelisch-methodistischen Kirche 507
- Ein Kind ist angekommen, 1968; EG-Bayern-Thüringen 575, Gesangbuch der Evangelisch-methodistischen Kirche 514

Vielfach ist er auch in holländischen, finnischen, norwegischen und schweizerischen Gesangbüchern vertreten. 2007 erschien ein Liederbuch mit einer repräsentativen Auswahl unter dem Titel Fest verwurzelt.

### Publikationen
Rommel verfasste 70 Bücher, darunter:
- Mut zum Trauern. Quell-Verlag, Stuttgart 1974, ISBN 3-7918-2106-7.
- Von der Lust und Last des Alters. Quell-Verlag, Gütersloh, 2001, ISBN 3-579-03419-7.
- Menschen, Kirchen, Anekdoten. Entdeckungen in unseren württembergischen Gemeinden. Quell Verlag, Stuttgart 1987, ISBN 3-7918-2317-5.
- Heiteres und Ernstes aus der württembergischen Kirchengeschichte.
- Manche mögen’s christlich. Texte zum Weiterdenken. Edition Gemeindeblatt, Stuttgart 2006, ISBN 978-3-920207-17-9.